# Anaecypris hispanica
El jarabugo (Anaecypris hispanica) es un pez endémico de la cuenca del Guadiana en la península ibérica.
Es un pez ciprínido de pequeño tamaño, que no alcanza los 10 cm de longitud, tiene una línea lateral ausente o incompleta, a diferencia de otros ciprínidos. Tiene escamas abundantes y muy pequeñas, que se desprenden fácilmente. Lleva una quilla entre las aletas ventrales y la anal. 
Esta especie es un endemismo que no está relacionada con otras especies conocidas, por lo que plantea interrogantes sobre su origen. Algunos lo relacionan con una especie de las montañas tunecinas; otros lo relacionan con especies de los Balcanes y Asia menor.[cita requerida]
No hay que confundir el jarabugo con el nombre genérico jaramugo, que es un alevín o pez joven de cualquier especie, según el DRAE.

## Hábitat
Vive exclusivamente en la cuenca del río Guadiana y sus afluentes que son ríos de corriente lenta y con considerable vegetación acuática. Suele realizar la puesta entre los meses de abril y mayo. Se alimenta fundamentalmente de pequeños insectos y crustáceos, por ello depende de macroinvetebrados y de la vegetación fluvial para su subsistencia.
Fue censado en el siglo XIX a partir de ejemplares localizados en el río Aljucén (cercano a Mérida).

## Especie amenazada

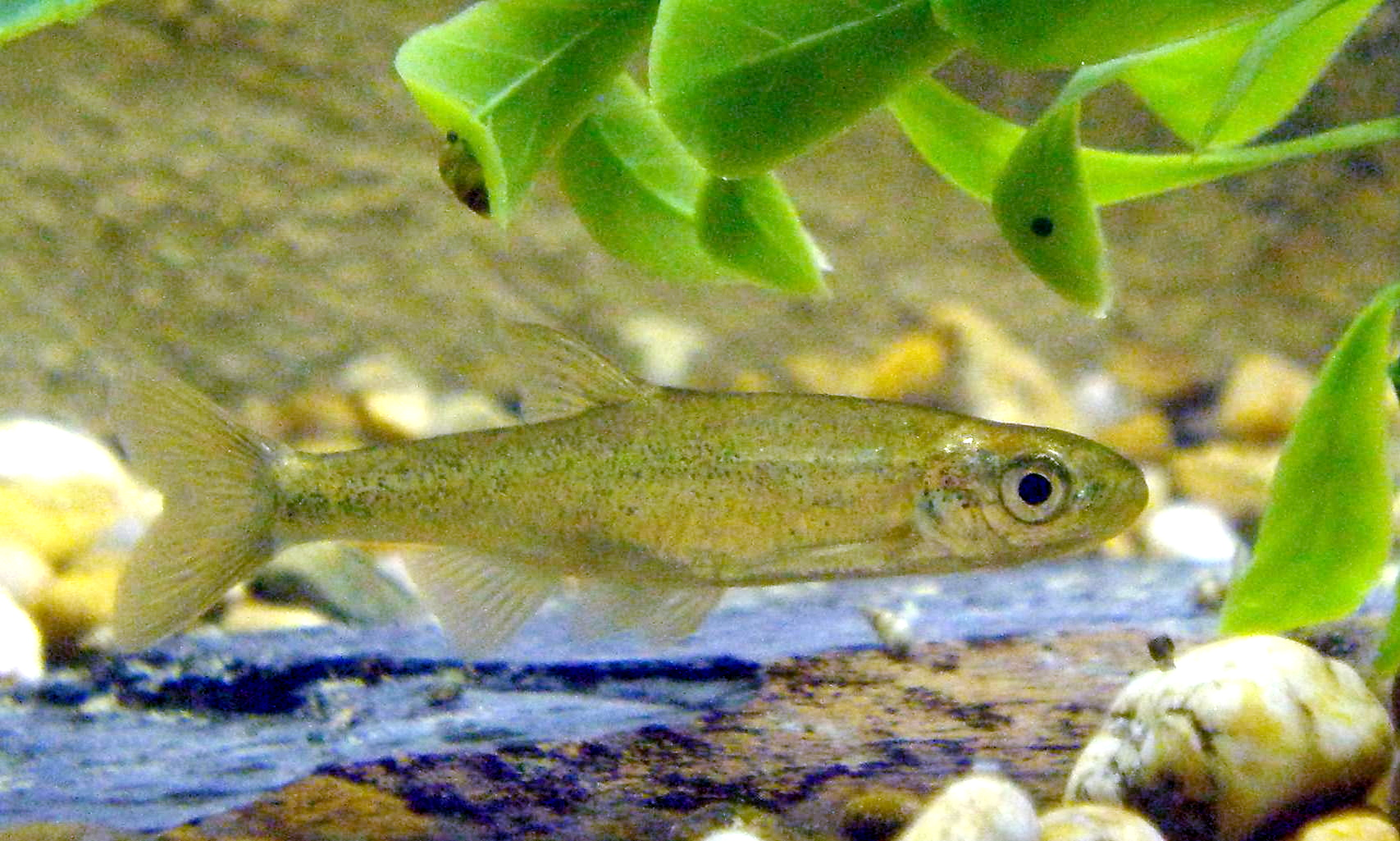
Jarabugo.

Entre los factores que amenazan esta especie están la edificación de embalses y la subsiguiente contención del agua, que afecta inexorablemente al régimen de vida de esta especie. El jarabugo requiere un sistema fluvial léntico (aguas permanentes sin corrientes). Adicionalmente la suelta de peces superiores con finalidad deportiva como los introducidos a lo largo del siglo XX en los embalses del Guadiana medio como la carpa, el lucio, el black bass, el pez-sol y el pez-gato (desconocidos en este río hasta mediados del siglo pasado).
La Unión Europea tiene esta especie como especie de atención especial (Anexo II de la directiva sobre conservación de fauna y flora silvestre -1992-). El catálogo nacional español la incluye en la categoría de en peligro de extinción y la Junta de Extremadura la tiene declarada especie en peligro de extinción (13-3-2001). Igual protección le dispensan las autoridades regionales de Castilla-La Mancha.[cita requerida]